# Mick Woodmansey
Mick „Woody” Woodmansey (ur. 4 lutego 1951 w Driffield) – brytyjski perkusista znany przede wszystkim ze współpracy z Davidem Bowiem jako członek towarzyszącej mu grupy The Spiders from Mars.

## Życiorys
Urodził się 4 lutego 1951 w Driffield. Zaczął grać na perkusji mając 15 lat, w 1969 poprzez jego przyjaciela Micka Ronsona poznał Davida Bowiego i został zaproszony do gry w grupie towarzyszącej Bowiemu. W latach 1970–1972 grał w grupie The Spiders From Mars nagrywając z Bowiem sześć albumów.
W 1976 nagrał album z The Spiders zatytułowany po prostu The Spiders From Mars.
Współpracował z takimi artystami i zespołami jak Dexys Midnight Runners, Art Garfunkel, Paul McCartney, Edgar Winter i Gillian Glover. Jest stałym perkusistą tribute band Holy Holy grającego utwory Bowiego.